# چندریختی (علم مواد)
در علم و مهندسی مواد، چند ریختی (به انگلیسی: Polymorphism) به حالتی گفته می‌شود که در ان یک ماده جامد دارای بیش از یک ساختار بلوری است. چندریختی حالتی از ایزومرها است. هر ماده بلوری ای می‌تواند این پدیده را ایجاد کند. به چند ریختگی در عناصر شیمیایی دگرشکلی گفته می‌شود. چند ریختگی ارتباط نسبی با صنایع دارویی، مواد کشاورزی، رنگدانه، جوهر، مواد خوراکی و مواد منفجره دارد. براساس اعلام ایوپاک، یک انتقال چند ریخت ، انتقال برگشت‌پذیر یک جامد کریستالی از یک فاز در دما و فشار مشخص به فازی دیگر با ترکیب شیمیایی مشابه ولی ساختار کریستالی متفاوت است. به موادی که دارای دو ریخت (شکل) هستند دوریخت گفته می‌شود.

## مثال‌ها
بسیاری از ترکیبات جزو چندریخت‌ها هستند. گفته می‌شود که ((هر ترکیبی دارای اشکال یا ریخت‌های متفاوتی است و تعداد اشکال شناخته شده برای یک ترکیب خاص متناسب با زمان و هزینه صرف شده دربارهٔ ان ترکیب است.

### ترکیبات الی

#### بنزامید
این پدیده در سال ۱۸۳۲ توسط فردریش وهلر و یوستوس فون لیبیش کشف شد. ان‌ها مشاهده کردند که سوزن‌های نمکی بنزامیدی که تازه بلوری شده به آرامی به بلورهای لوزی شکل تبدیل می‌شوند. تحلیل‌های امروزی سه چند ریخت یا شکل را برای بنزامید نشان می‌دهند: ناپایدارترین ان‌ها، با استفاده از روش فلش کولینگ ساخته می‌شود و دارای ساختار بلوری اورتورومبیک نوع ۲ است. نوع دیگری از چند ریخت‌های بنزامید دارای ساختار بلوری مونوکلینیک نوع ۳ است. پایدارترین نوع ان نیز دارای ساختار مونوکلینیک نوع ۱ است.

#### مالئیک اسید
در سال ۲۰۰۶ یک چند ریخت جدید از مالئیک اسید کشف شد، دقیقاً ۱۲۴ سال بعد از این که اول نوع این کریستال مورد مطالعه قرار گرفته بود. مالئیک اسید در مقیاس صنعتی در صنایع شیمیایی تولید می‌شود. فرم کریستالی جدید این ماده زمانی ساخته می‌شود که یک کریستال کافئین و مالئیک اسید در کلوروفوم حل می‌شوند و حلال می‌تواند به سادگی تبخیر شود. در حلی که فرم ۱ دارای گروه فضایی مونوکلینیک P21/c است، فرم جدید دارای گروه فضایی Pc است. هردو چندریخت دارای صفحه‌هایی از مولکول‌ها هستند که توسط پیوند هیدروژنی گروه‌های کربوکسیلیک اسید بهم متصل شده‌اند ولی در نوع ۱ صفحه‌ها ب توجه به دو قطبی مغناطیسی تغییر می‌کنند، در حالی که در نوع ۲ صفحه‌ها در یک جهت جهت‌گیری می‌کنند.

#### ۵٬۳٬۱ – تری نیتروبنزن
بعد از ۱۲۵ سال مطالعه، ۱٬۳٬۵ – تری نیتروبنزن یک چندریخت جدید از خود نشان داد. نوع متداول دارای دارای گروه فضایی Pbca، ولی در سال ۲۰۰۴، یک نوع دیگر کشف شد که دارای گروه فضایی Pca21 می‌باشد.

#### ترکیبات الی دیگر
ارکیدین دارای ۷ چندریخت است. گلیسین به صورت بلورهای مونوکلینیک و هگزاگونال وجود دارد. چندریختی در مواد الی معمولاً نتیجه چندریختی ساختاری است.

#### ترکیبات معدنی
چند ریختگی در اکسیدهای آهن دوتایی توجه زیادی را جلب کرده‌اند زیرا این مواد دارای ارزش بالای اقتصادی می‌باشند. مجموعه ای معروف از ان‌ها دارای ترکیب SIO2 می‌باشند که انواع مختلفی از دگر ریخت‌ها را می‌سازد. از مهمترین ان‌ها می‌توان به کوارتز آلفا، کوارتز بتا، تریدیمیت، کریستوبالیت، موگانیت، کوِسیت و استیشوویت.
| اکسید های فلزی | فاز        | شرایط فشار و دما          | ساختار / گروه فضایی              |
| -------------- | ---------- | ------------------------- | -------------------------------- |
| CrO2           | α          | شرایط محیط                | Rutile-type Tetragonal (P42/mnm) |
| CrO2           | β          | دمای اتاق و فشار 14GPa    | CaCl2-type Orthorhombic          |
| CrO2           | β          | دمای اتاق و فشار 12GPa    | CaCl2-type Orthorhombic          |
| Cr2O3          | Corundum   | شرایط محیط                | Corundum-type Rhombohedral (R3c) |
| Cr2O3          | فاز پرفشار | دمای اتاق و فشار 35GPa    | Rh2O3-II type                    |
| Fe2O3          | α          | شرایط محیط                | Corundum-type Rhombohedral (R3c) |
| Fe2O3          | β          | کمتر از 773 k             | Body-centered cubic (Ia3)        |
| Fe2O3          | γ          | تا 933 k                  | Cubic spinel structure (Fd3m)    |
| Fe2O3          | ε          | --                        | Rhombic (Pna21)                  |
| Bi2O3          | α          | شرایط محیط                | Monoclinic (P21/c)               |
| Bi2O3          | β          | 603-923 کلوین و 1 اتمسفر  | Tetragonal                       |
| Bi2O3          | γ          | 773-912 کلوین و 1 اتمسفر  | Body-centered cubic              |
| Bi2O3          | δ          | 912-1097 کلوین و 1 اتمسفر | FCC (Fm3m)                       |

#### دیگر ترکیبات معدنی
از مثال‌های قدیمی چندریختی می‌توان به کلسیت و اراگونیت اشاره کرد که هر دو فرم‌هایی از کلسیم کربنات هستند. به عنوان مثالی دیگر می‌توان به الماس‌ها اشاره کرد که معمولاً دارای ساختار کریستالی مکعبی هستند ولی با ساختار کریستالی هگزاگونال نیز یافت می‌شوند.

## فاکتورهای تأثیرگذار در چند ریختی
طبق قانون اوستوالدز، معمولاً چند ریخت‌های ناپایدار زودتر از چندریخت‌های پایدار شروع به متبلور شدن می‌کنند. این موضوع وابسته به این ایده است که می‌گوید چندریخت‌های ناپایدار راحت تر حالت محلول را به خود می‌گیرند و به همین دلیل از نظر انرژی جنبشی دارای برتری است. نمونه‌ها رشته‌ای و لوزی بنزامید نیز این موضوع را تصدیق می‌کنند. به عنوان مثالی دیگر می‌توان به دو چند ریخت از تیتانیوم دی‌اکسید اشاره کرد.
چند ریخت‌ها پایداری‌های متفاوتی دارند. بعضی از ان‌ها سریعاً در دمای اتاق تغییر می‌کنند. بیشتر چند ریخت‌هایی که دارای مولکول‌های الی هستند فقط در مقدار کمی از انرژی شبکه با هم تفاوت دارند. تقریباً ۵۰٪ جفت چندریخت‌های شناخته شده ۲ کیلوژول در مقدار انرژی متفاوت هستند و همچنین تفاوت پایداری بیشتر از ۱۰ کیلوژول بسیار نادر است.
چند ریختگی بر جزئیات فرایند بلوری شدن تأثیر می‌گذارد. حلال از تمام لحاظ بر روی چندریخت تأثیر می‌گذارد، از جمله بر تمرکز بلوری شدن، دیگر اجزا احلال و همچنین بر گونه‌هایی که الگوهای رشد را مهار یا ترویج می‌کنند تأثیر می‌گذارد. دمایی که در ان فرایند بلوری شدن آغاز می‌شود یکی از عوامل مهم است.